# محمد الديلمي
محمد محمد عبدالله الديلمي سياسي يمني هو وزير العدل في حكومة الإنقاذ الوطني برئاسة عبد العزيز بن حبتور التابعة للمجلس السياسي الأعلى في سلطة صنعاء منذ 10 نوفمبر 2018. ثم عمل كنائب عام للجمهورية اليمنية 